# Rezerwat przyrody Jezioro Bardze Małe
Jezioro Bardze Małe (kasz. Jezoro Môłé Bardzé) – wodny rezerwat przyrody położony na północnym skraju Pojezierza Północnokrajeńskiego, na terenie gminy Człuchów, powiat człuchowski, województwo pomorskie. Został utworzony zarządzeniem Ministra Leśnictwa i Przemysłu Drzewnego z dnia 3 grudnia 1981, na powierzchni 7,37 ha. Obejmuje niewielkie i płytkie śródleśne Jezioro Regnickie (Bardze Małe), wraz z otaczającym je przybrzeżnym pasem bagien. Nie jest udostępniony do zwiedzania.
Według aktu powołującego celem ochrony rezerwatu jest „zachowanie jeziora lobeliowego oraz stanowisk rzadkich gatunków roślin wodnych i bagiennych”. W jeziorze występuje m.in. bardzo liczna populacja lobelii jeziornej oraz nieco mniej liczna populacja poryblinu jeziornego.
Rezerwat nie posiada planu ochrony.
Rezerwat znajduje się na pograniczu Zaborskiego Parku Krajobrazowego oraz w granicach obszaru siedliskowego sieci Natura 2000 „Czerwona Woda pod Babilonem” PLH220056. Jest położony w leśnictwie Jeziorno, obrębie leśnym Polnica (Nadleśnictwo Człuchów).
Najbliższa miejscowość to mała śródleśna osada Stara Rogoźnica. W pobliżu znajduje się rezerwat „Jezioro Sporackie”.